# Dmitrij Konsztantyinovics Romanov orosz nagyherceg
Dmitrij Konsztantyinovics orosz nagyherceg (oroszul: Великий князь Дмитрий Константинович Романов; Sztrelna, 1860. június 13. – Szentpétervár, 1919. január 28.) orosz nagyherceg, az Orosz Cári Hadsereg tisztje, 1919-ben kivégezték a bolsevikok.

## Élete

### Származása és ifjúkora
Dmitrij Konsztantyinovics nagyherceg Konsztantyin Nyikolajevics nagyherceg és Alexandra szász–altenburgi hercegnő harmadik fiaként, illetve ötödik gyermekeként született 1860-ban. Boldog gyermekkorban volt része, noha szülei házassága egy idő után tönkrement, Konsztantyin Nyikolajevicsnek több törvénytelen utódja is származott szeretőjétől.
Dmitrij Konsztantyinovicsnak – a család legtöbb fiúgyermekéhez hasonlóan – már születésétől fogva a katonai pályát szánták. Világra jötte után rögtön katonai rangot kapott, és tiszteletbeli tagja lett számos ezrednek. Hétéves kora után oktatását szülei egy Alekszej Zelenoj nevű tisztre bízták, aki édesapja alatt szolgált. Konsztantyin nagyherceg azt szerette volna, ha fia az ő nyomdokaiba lép és a haditengerészetnél tölt majd be valamilyen tisztséget. Ennek megfelelően a Dmitrij nagyherceget és öccsét, Vjacseszlav Konsztantyinovicsot 1875-ben  a Kadetszkij hajóra küldték szolgálni, hogy megtapasztalhassák a tengerészek életét. A tengerészeti kiképzés mellett Dmitrij nagyherceg zeneórákat is vett, szülei ugyanis mindketten nagy tehetséggel zongoráztak, és a művészetek iránti szeretetüket igyekeztek továbbadni gyermekeik számára is. Dmitrij nagyherceg ifjúkorában több kórusban is énekelt, például a sztrelnai templomban vagy a kijevi Pokrovszkij Szerzetesrendnél. A zene mellett nagy hangsúlyt kapott a hit is; Dmitrij Konsztantyinovics élete végig mélyen vallásos volt.
1877-ben Dmitrij nagyherceg élete első igazi katonai bevetésén II. Sándor cár, Szergej Alekszandrovics nagyherceg és Pavel Alekszandrovics nagyherceg oldalán vett részt az 1877–78-as orosz–török háborúban. Dmitrij Konsztantyinovics hamar ráébredt, hogy édesapja kívánsága ellenére a haditengerészet helyett a szárazföldön szeretne szolgálni. Édesanyja közbenjárására végül édesapja is beleegyezett abba, hogy 1879-ben csatlakozzék a lovas testőrséghez.

### Katonai pályafutása

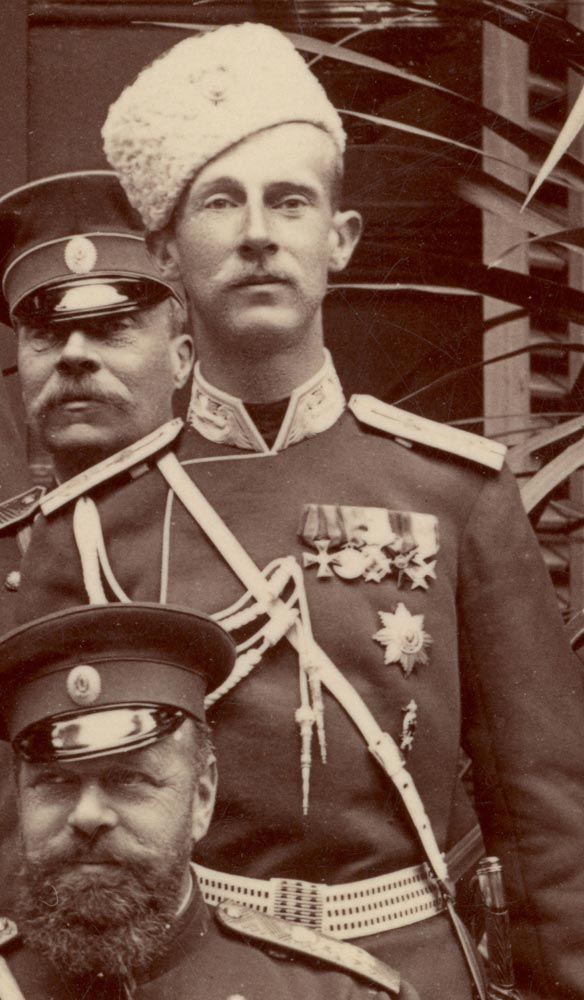
Dmitrij Konsztantyinovics, előtte III. Sándor cár (1890 körül)

1880. június 1-jén Dmitrij Konsztantyinovics csatlakozott II. Sándor cár kíséretéhez, hat hónappal később pedig a lovas testőrök ezredének főhadnagya lett. Húsz éven át szolgált a lovas testőrségnél tisztként, illetve végül parancsnokként. 1881 novemberében, II. Sándor meggyilkolása után az új uralkodó, III. Sándor cár továbbra is igényt tartott Dmitrij szolgálataira. II. Miklós cár is megbízott Dmitrij nagyhercegben, aki így egyre magasabb pozíciókba jutott. 1889. április 6-án nevezték ki a lovas testőrök második századának kapitányává; 1892. december 10-én pedig a lovas testőrség gránátos ezredének ezredese lett.
A nagyherceg nyaranként saját, Krasznoje Szelóban található palotájába hívta meg az ezredét, és velük töltötte a nyarat. Felújíttatta a saját költségein a lovas testőrség „magántemplomát” Sztrelna közelében, miután 1892-ben édesapja halála után megörökölte a sztrelnai birtokot. Dmitrij nagyherceg nagy népszerűségnek örvendett katonái és családja körében. Az általa korszerűsíttetett a sztrelnai palotában élt csendes, botrányoktól mentes, visszahúzódó életet, bár unokatestvérének, Pjotr Nyikolajevics nagyherceg és felesége, Milica montenegrói királyi hercegnő znamenkai otthonában szívesen látott gyakori vendég volt.
Dmitrij nemcsak a katonák között volt népszerű, de a családon belül is mindenki kedvelte. Jól tudott bánni a gyerekekkel, így nem meglepő, ha unokaöccsei és unokahúgai rajongtak érte. Kedves, megbízható ember volt, aki feltétlen hűséget tanúsított a cár irányába. A családban az egyik legmagasabb emberként tartották számon.
1896-ban II. Miklós cár Dmitrij Konsztantyinovicsra bízta a Cári Méntelep igazgatását. A nagyherceg beutazta egész Európát, hogy az uralkodó számára megvásárolja a legjobb lovakat. Posztját 1905-ig töltötte be, amikor is Alekszej Zdnovics váltotta fel őt. 1904. január 10-én Dmitrij Konsztantyinovics önként lemondott a testőrségnél beöltött tisztségéről, látása ugyanis rohamosan romlott, és ez alkalmatlanná tette a tényleges szolgálatra. II. Miklós ezután sem nélkülözte nagybátyját; 1904. december 19-én szárnysegédjévé emelte a nagyherceget.
Nyugdíjazása után a nagyherceg a lovaknak szentelte életét. 1911-ben kinevezték a Cári Lóverseny Társaság elnökévé, ettől kezdve rendszeresen szervezett és látogatott lóversenyeket.

### Háború és forradalom
Dmitrij Konsztantyinovics nagyherceg igyekezett távol maradni a politikától, így az első világháborúból is kivonta magát. Eleinte a Krímben élt, később Szentpétervárra költözött. Amikor 1917 februárjában kitört a forradalom, ő akkor is ott tartózkodott, és a várost II. Miklós cár lemondása után sem hagyta el. Egy palotában lakott szárnysegédjével, Alekszandr Vaszoljevics Korocsenzovval és unokahúgával, Tatyjana Konsztantyinovna hercegnővel.
1917 novemberében, a bolsevikok hatalomátvétele után Dmitrij nagyherceg, Tatyjana Konsztantyinovna és két gyermeke, és a gyermekek dadája Korocsenzov segítségével kijutott a fővárosból, mivel a bolsevikok üldözni kezdték a cári család tagjait, és életük veszélybe került. Vonattal Vologdába mentek, ahol egy kétszobás házban húzták meg magukat. Nem sokkal érkezésük után értesültek róla, hogy Nyikolaj Mihajlovics és Georgij Mihajlovics nagyhercegek szintén a városba menekültek. Később Tatyjana Konsztantyinovna, a gyermekei és Korocsenzov elhagyták az országot, Dmitrij nagyherceg azonban nem tartott velük, ő unokatestvéreivel maradt.

### Halála
1918. július 14-én, három nappal II. Miklós és családja kivégzése előtt a Cseka elfogta a nagyhercegeket, majd Petrográdra, a Spalernaja börtönbe vitték őket, ahol Pavel Alekszandrovics nagyherceg is raboskodott. Dmitrij Konsztantyinovics unokaöccse, Gavriil Konsztantyinovics herceg felesége jó barátságban állt Makszim Gorkijjal. Gavriil herceg felesége révén elérték, hogy Gorkij kegyelmet kérjen Leninnél a nagyhercegek számára, Lenin azonban elutasította a kérelmet.
1919 januárjának végén Dmitrij Konsztantyinovicsot, Georgij Mihajlovicsot és Nyikolaj Mihajlovicsot a Péter-Pál erődben található Trubeckoj bástyába vitték, míg a nagybeteg Pavel nagyherceget átszállították a Gorohovaja utcába, és csak egy nappal később csatlakozott hozzájuk. 1919. január 29-én a hajnali órákban a nagyhercegeket a Péter-Pál katedrálistól nem messze, egy sírgödör mellett kivégezték. Dmitrij nagyherceg állítólag utolsó szavaival a Bibliát idézte: „Bocsáss meg nekik, mert nem tudják, mit is cselekszenek.” Maradványaikat is ott temették el, azonban másnap reggel Dmitrij Konsztantyinovics volt szárnysegédje, von Leiming kiásta Dmitrij nagyherceg testét, és egy petrográdi ház magántemetőjében temette el.